# Elaeagnus macrophylla
Espèce
Elaeagnus macrophylla est une espèce de plante à fleurs de la famille des Elaeagnaceae. Il est dénommé couramment Chalef à grosses feuilles. Il est originaire de l'est de l'Asie.

## Description
Elaeagnus macrophylla peut atteindre 4 m de haut sur 8 m de large, c'est un arbuste à feuilles persistantes qui s'étend considérablement, avec des feuilles rondes et brillantes qui sont argentées lorsqu'elles sont jeunes. Les fleurs crème très parfumées en automne sont suivies de fruits rouges au printemps.

## Habitat et répartition
Il s'agit d'un arbuste rampant qui pousse principalement dans le biome subtropical. .Son aire de répartition indigène est l'est de la Chine, le sud de la Corée (y compris Jeju-do), le sud du Japon central et le sud du Japon jusqu'à Taïwan. 

## Utilisation
Elaeagnus × submacrophylla, anciennement connu sous le nom de Elaeagnus × ebbingei, est un hybride entre E. macrophylla et E. pungens. L'hybride et ses cultivars sont cultivés dans les jardins comme plantes ornementales.

## Systématique
Le nom correct complet (avec auteur) de ce taxon est Elaeagnus macrophylla Thunb..
Ce taxon porte en français les noms vernaculaires ou normalisés suivants : Chalef à grosses feuilles,, Oléastre, Chalef à grandes feuilles.